# Microdon tuberculatus
Microdon tuberculatus är en tvåvingeart som beskrevs av Meijere 1913. Microdon tuberculatus ingår i släktet myrblomflugor, och familjen blomflugor. Inga underarter finns listade i Catalogue of Life.